# Lohaghat
Lohaghat é uma cidade e uma nagar panchayat no distrito de Champawat, no estado indiano de Uttaranchal.

## Demografia
Segundo o censo de 2001, Lohaghat tinha uma população de 5828 habitantes. Os indivíduos do sexo masculino constituem 56% da população e os do sexo feminino 44%. Lohaghat tem uma taxa de literacia de 77%, superior à média nacional de 59.5%: a literacia no sexo masculino é de 79% e no sexo feminino é de 75%. Em Lohaghat, 14% da população está abaixo dos 6 anos de idade.